# Paula Wilcox
Paula Wilcox (Manchester, 13 december 1949) is een Britse actrice die bekend is geworden door haar rol van Chrissy Plummer in de televisiecomedy Man About the House.

## Carrière
Wilcox was aanvankelijk lid van het Britse nationaal jeugdtheater en kreeg een rol aangeboden in de televisieproductie 'The Lovers'. Ook speelde ze in een film die ervan gemaakt werd.
In januari 1969 had ze kortstondig een rol in de Britse soap Coronation Street en kreeg enkele jaren later de rol van Chrissy Plummer in Man About the House, zowel in de televisieserie als in de film. Ze werkte verder ook mee aan een show van de Britse komiek Benny Hill, de tv-serie Fiddlers Three, Blue Heaven en The Queen's Nose (1995–2001).
Wilcox had gastoptredens in diverse programma's, zoals de ziekenhuisserie Casualty en werd gecast als Lilian in de BBC-serie The Smoking Room. In 2006 was ze te zien in Only Fools and Horses. Wilcox had ook een cameo in Scoop van Woody Allen.
In 2008 zet ze de actrice Bette Davis neer in het toneelstuk Whatever happened to the Cotton Dress Girl? In 2010 vertolkte Paula Wilcox de moeder van een homoseksuele zoon in het toneelstuk Canary. In 2008 had ze een rol als Gloria in een aflevering van de serie A Touch of Frost. In 2014 in een aflevering van Jonathan Creek. In 2020 speelt ze Diana in  seizoen 5 van Grantchester.
- Bibliothèque nationale de France: cb140670328 (data)
- International Standard Name Identifier: 0000 0001 1935 2290
- Library of Congress Control Number: no2011081282
- MusicBrainz: 39bc52ce-360a-4548-8c08-64e28dd976de
- Virtual International Authority File: 61751951
- WorldCat: E39PBJdgY6pbjRv4FKgFdMwgrq